# Pralnia (obwód miński)
Pralnia (biał. Пральня, ros. Пральня) – wieś na Białorusi, w obwodzie mińskim, w rejonie mińskim, w sielsowiecie Szerszuny. 
Wieś została zniesiona w 2018 roku.
Dawniej folwark.